# Amazon Music
Amazon Music (wcześniej Amazon MP3) – platforma umożliwiająca słuchanie muzyki na żądanie oraz internetowy sklep muzyczny należący do Amazon.com. Została uruchomiona w wersji beta 25 września 2007, a w styczniu 2008 była pierwszym sklepem muzycznym sprzedającym utwory wytwórni EMI, Universal Music Group, Warner Music Group i Sony BMG bez systemu DRM.
W styczniu 2020 serwis miał globalnie 55 milionów subskrybentów.